# Kielski förde
Kielski förde (njem. Kieler Förde) je 11 km dugi zaljev na obali Baltičkog mora, na istočnoj strani Schleswig-Holsteina, Njemačka. Nastao je glacijalnim kretanjem tijekom posljednjeg ledenog doba. Dijeli poluotok Danski Wold od Wagrije. Kao i druge uvale tipa förde, geološki nije fjord. Izvire u Hörnu u središtu grada Kiela i ulijeva se u Kielski zaljev.
Istočni završetak Kielskog kanala nalazi se uz Kiel Förde koji vodi u luku Kiel . Na najužem mjestu, "Friedrichsorter Enge", fjord je širok samo jedan kilometar. Rijeka Schwentine ulazi u Kieler Förde blizu Kiel-Dietrichsdorfa.

## Lokacije
Lokacije uz Kieler Förde:

### Zapadna obala
Od sjevera prema jugu:
- Bülk ( svjetionik Bülk )
- Strande (ribarska i sportska luka)
- Kiel- Schilksee (olimpijska luka)
- Falckenstein (bescarinska plaža u Kielu)
- Kiel- Friedrichsort (traditionsreicher Industriestandort)
- Kiel-Holtenau ( Kilski kanal )
- Kiel-Wik
- Kiel- Düsternbrook
- Kiel-Zentrum (uredi velikih skandinavskih brodova za krstarenje)

### Istočna obala
Od juga prema sjeveru:
- Kiel-Gaarden (Howaldtswerke-Deutsche Werft)
- Kiel-Ellerbek (bivše ribarsko selo, sada Arsenal)
- Kiel-Wellingdorf (južno ušće rijeke Schwentine)
- Neumühlen-Dietrichsdorf (trgovačka luka "Ostuferhafen")
- Mönkeberg
- Kitzeberg
- Heikendorf
- Möltenort (ribarska i sportska luka)
- Laboe (mjesto za odmor, Laboe Naval Memorial, U-Boat, ribarstvo i dvije sportske luke)
- Stein u Probsteiju
- Wendtorf u Probsteiju (mjesto za odmor, velika prirodna luka za jahte (Marina Wendtorf), ribarsko mjesto)
- Heidkate

## Vanjske poveznice
- Webcam Kiel Data - Kieler Förde